# グロリア・デ・ヘイヴン
グロリア・デヘイヴン（英語: Gloria DeHaven, 1925年7月23日 - 2016年7月30日）はアメリカ合衆国の女優、歌手。父は俳優、映画監督のカーター・デヘイヴン。母は女優のフローラ・パーカー・デヘイヴン。
俳優のジョン・ペインと結婚していた。

## 出演作品
- モダン・タイムス
- カリブは最高！
- ハイジャック'７８／米三大都市核攻撃全滅計画
- ブロードウェイへの2枚の切符
- サマー・ストック
- 土曜は貴方に
- スケルトンの運ちゃん武勇伝
- 傷心の愛
- サンマー・ホリデイ
- 風車の秘密
- 芸人ホテル
- 姉妹と水兵
- 奥様は顔が二つ